# Балодис, Карлис
Карлис Балодис (Карл Михайлович Баллод, латыш. Kārlis Balodis, нем. Carl Ballod; 20 июня 1864, поместье Билстини Рижского уезда, Российская империя — 13 января 1931, Рига, Латвия) — известный русский, латвийский и немецкий экономист и финансист, статистик, демограф и эконометрик, разработчик концепции социального государства, основанного на централизованном развитии производительных сил и электрификации, ставшими основой советского плана ГОЭЛРО. Профессор Берлинского и Латвийского университетов. Автор более 60 научных трудов, преимущественно на немецком языке.

## Биография
Был младшим из трёх детей Михаила (Микелиса) и Анны Баллодов.

### Семья и ранние годы
Его прадед Андрей Баллод был сторонником движения гернгутеров и проповедником в Лифляндской губернии, а за одним из его сыновей, дедом Карла Давидом Баллодом, в православие перешли тысячи латышских крестьян, надеявшиеся получить землю от русского царя. Давид Андреевич в марте 1845 года вместе с 11 другими единоверцами (крестьянами и отставными солдатами), разочаровавшись в движении гернгутеров и после конфликта с редактором-издателем латышской газеты «Другъ Латышей» пастором Треем, обратился к епископу Филарету I с прошением о присоединении к православию и об открытии богослужения на латышском языке. Это прошение, переданное на высочайшее имя, возымело политические последствия: император Николай I отозвал губернатора Палена и на его место назначил бывшего главу отдельного Кавказского корпуса генерала Головина. Прошение гернгутеров было удовлетворено, все они были присоединены к православию, а Давид Баллод рукоположен сначала в дьяконы Рижской Покровской церкви, а с 10 февраля 1846 года назначен настоятелем Ляудонской Иоанно-Предтеченской церкви. Его старший сын Пётр стал революционером, младший, Иван, сначал был причётником у отца, затем вышел из духовного звания и стал арендатором в Витебской губернии, где жил с женой и тремя детьми.
Отец Карлиса Михаил (Микелис) был кузнецом, содержал корчму Zīles krogs в Билстини, недалеко от Кокенгузена. Микелис умер от тифа в 1866 году, когда младшему сыну едва исполнилось два года, оставив жену с тремя детьми на руках. Старшему сыну Александру на тот момент было 12 лет, дочери Хермине — 8.
Семья переехала в Ригу и жила очень скудно, так что на обучение Карла в школе не хватало средств, однако он занимался самостоятельно и не только освоил курс начальной школы, но и изучил греческий, немецкий, русский, латынь (позже добавились другие языки, в том числе еврейский, всего он владел более чем десятком языков). Самый большой вклад в собственное образование, по его признанию, он получил благодаря словарю Брокгауза, статьи из которого он просто запоминал. Карл также был прирождённым математиком: с лёгкостью считал, используя свой особенный метод; строя из кубиков дома и возводя замки из песка, он рассчитывал, сколько это будет стоить. Мальчик рано начал зарабатывать на хлеб самостоятельно: в 15 лет он поступил рабочим на взвешивании льна. Он экономил на всем, чтобы купить книги. С 17 лет он начал готовиться к поступлению в университет. В 1883 году он экстерном сдал экзамены за курс Митавской гимназии.

### Университетские годы и начало карьеры
При помощи старшего брата Александра, который финансировал его обучение теологии в Дерптском университете (1884—1887), и сестры Хермины, которая взяла на себя заботы о быте студента, Карл окончил курс, большое внимание уделяя изучению статистики, экономики, математики. В Дерпте Баллод подружился с Петерисом Залите, который стал его единомышленником на всю жизнь.
В 1888 году был рукоположен в сан лютеранского пастора и отправился в Бразилию, в город Тубаран штата Санта-Катарина, где в 1889—1891 годах безуспешно пытался основать латышскую колонию, стремясь реализовать свою мечту о счастье латышского народа. Он считал, что если в провинцию Санта-Катарина переселятся 200 тысяч латышей, они смогут захватить там политическую власть и, получив автономию во внутриполитической жизни, сохранить язык и традиции, а также при необходимости провозгласить независимость, отделившись от Бразилии. Он договорился с местным правительством о выделении земли и подъёмных колонистам, однако первые переселенцы были обмануты властями и в своих бедах обвинили Балодиса. Чтобы избежать преследования, молодой пастор с сестрой и зятем отправились в Германию.
В 1891—1892 годах изучал географию в университете Йены в Германии и защитил докторскую диссертацию по философии на тему Der Staat Santa Catharina in Südbrasilien («Штат Санта-Катарина в Южной Бразилии»).
В 1893—1895 годах служил лютеранским пастором в городе Златоусте на Урале. В городе проживало много немцев, работавших на металлургическом заводе. Из-за сурового климата он не смог долго продержаться в этих краях и переехал сначала в Петербург, затем в Мюнхен.

### Признание в науке
В Златоусте Баллод совместно с врачом немецкого происхождения Людвигом Бессером (Ludwig von Besser, 1859 — ?) начал работу по демографии «Смертность, возрастной состав и долговечность православного народонаселения обоего пола в России за 1851—1890 гг»). Эта работа, законченная уже в 1895 году, принесла Баллоду известность как демографу: за исследования по демографии в России получил Большую золотую медаль Академии наук (1898 год) и премию Дмитрия Толстого — за опубликованные в 1897 году исследования по демографии. Занимался демографическими прогнозами, разрабатывал статистические показатели нагрузки трудоспособного населения нетрудоспособными и др..
С 1894 года Баллод выступает как публицист, пропагандировавший социал-демократические идеи.
В 1898 году в Германии под псевдонимом «Атлантикус» опубликовал свою самую значительную работу «Государство будущего» (в 1906 году опубликована на русском языке в Санкт-Петербурге) под редакцией М. Бернацкого. Эта книга была написана ещё в студенческие годы и закончена в 1892 году. В предисловии к изданию Бернацкий указал: «Атлантикус прекрасно показал, во что можно превратить хозяйство, если планомерно его организовать и воспользоваться всеми уже теперь мыслимыми техническими средствами. Но для этого нужно, чтобы целью хозяйственной деятельности было не получение прибыли, не индивидуалистический мотив капиталиста, а всеобщее благо».
Работа «Государство будущего» впоследствии стала одним из оснований для разработки плана ГОЭЛРО. Баллод характеризовал свой труд как теоретическую базу создания социального государства: «В своей совокупности — это исследование даёт картину того, что достижимо в социальном государстве при централизованной организации».
В 1895—1899 годах Баллод изучал в Мюнхене, Страсбурге и Берлине народное хозяйство и статистику. Окончив образование, остался в Германии.

### Работа в Германии
За работу «Продолжительность жизни сельского и городского населения и средняя продолжительность жизни в городе и деревне» в 1899 году был допущен к преподаванию как приват-доцент в Берлине. Читал курс лекций по хозяйственной статистике, промышленной и финансовой политике России. В 1905 году стал ассоциированным профессором.
В 1904 году он стал членом-редактором Прусского статистического бюро, затем работал в Министерстве финансов Германии (редактировал и писал тексты для второго и третьего обзора финансов европейских стран).
В период революции 1905 года «Государство будущего» выдержало в России пять изданий. Есть информация, что сам премьер-министр России Сергей Юльевич Витте приглашал Карла Баллода на аудиенцию для обсуждения планов развития страны.
Во время Первой мировой войны Баллод был советником по экономическим вопросам военного министерства Пруссии, разрабатывал первую в мире систему продуктовых карточек (схему нормирования продовольственных продуктов). Он также анализировал ход и результаты подводной войны. За заслуги получил повышение в чине от старшего до тайного советника.
В германский период Баллод стал соратником и другом Вальтера Ратенау.
После Брестского мира вступил в Независимую СДПГ.
Также Баллод вошёл в историю сионизма и создания государства Израиль — в 1917 году, когда коллапс Германии ещё не был предсказуем, он стал председателем германского комитета еврейских поселений в Палестине (German Committee for the Advancement of Jewish Settlement in Palestine, известен также как Pro Palastina Committee). Палестина в то время находилась, с одной стороны — под управлением Оттоманской империи, союзника Германии, а с другой стороны — вопрос о еврейских поселениях в Палестине являлся предметом интересов Великобритании, противника Германии. В результате анализа плотности населения, климата, водных ресурсов и т. п. Баллод показал, что имеется возможность поселить миллионы евреев в Палестине (Eretz Israel) без нарушения интересов местного арабского населения. Это могло быть достигнуто путём использования интенсивных сельскохозяйственных технологий и орошения с развитием кооперации и основанием индустриальных деревень («industrial villages») и городов-садов («garden cities»). Поселения евреев в Палестине, по мнению Баллода, должны были стать сообществами товарищей, а не господ и слуг. Таким образом, Баллод стал автором первого в истории плана развития Палестины.

### Планы преобразования в Латвии и России
В 1919 году Баллод вернулся на родину. Он был полон мыслей о развитии Латвии, сравнивал и исследовал социалистический и капиталистический пути, пытаясь их соединить. Он подготовил собственный план создания независимой республики, призывая следовать примеру Дании. В 1920 году написал книгу «Будущее Латвии при плохом и при хорошем правительстве» (Latvijas nākotne pie sliktas un pie labas valdības), проанализировав финансы (налоговую систему) и способы восстановления разрушенной промышленности. Однако к его советам власти не прислушались и не приняли их, объясняя это тем, что Баллод служил в немецком военном ведомстве и встречался с коммунистическими лидерами России во время переговоров о мире в 1920 году. В то же время в России идеи Карла Баллода внимательно изучали и воплощали в жизнь.
Баллод выдвинул конкретные идеи развития экономики России — освоение Карабугазского залива для получения калийной соли для удобрения полей, освоение сибирских земель переселением безлошадных дворов, внедрение глубокой вспашки полей, орошение плодородных земель Туркестана, вывод военного флота из Балтийского моря и так далее.
Вместе с сестрой Херминой и её мужем Петерисом Залите Баллод реализовал личный опыт по созданию образцового хозяйства в Брамберги в Курляндской губернии, где удавалось получать по 30 центнеров зерна с гектара, тогда как урожаи в Прибалтике в то время были в два-три раза меньше, а в центральной России составляли всего 5-6 центнеров. Баллод считал, что для рационального зерноводства и скотоводства необходимы большие сельскохозяйственные кооперативы, а для переработки сельхозпродукции — полесадоводческие кооперативы городского типа.
В 1919 году Баллод оставил работу в Германии и переехал на жительство в Латвию, создание которой приветствовал во время визита на родину 22 декабря 1918 года. Он участвовал в учреждении Высшей школы Латвии, был избран вице-ректором и профессором. Он выступил с речью при торжественном открытии университета 28 сентября 1919 года. Он говорил о вечных ценностях и идее «вечного мира», который, по его мысли, должен наступить, если разделить мировую сушу между нациями: по 3,64 гектара на каждого жителя планеты. Для Латвии земли было достаточно, а для снабжения фруктами стране надо было бы арендовать какой-нибудь остров в субтропиках. Эта речь прозвучала для многих слушателей как утопия.
Когда к Риге в ноябре 1919 года приближались соединения армии Бермонта, 55-летний профессор вступил в ряды ополчения, чтобы защищать город.
В декабре 1919 года Баллод был отстранён от должности вице-ректора.
Баллод активно публиковался и участвовал в политике. В 1923 году он аргументировал строительство электростанции на Даугаве, чтобы обеспечить страну дешёвой электроэнергией.
Главным врагом развития страны он считал коррупцию: «Что делать, чтобы Латвия существовала? Прежде всего, следует искоренить коррупцию… Мне пришлось бороться с этим болотом коррупции, куда погрязла Латвия, в надежде, что народ когда-то проснется и сумеет отличить, кто с толком борется за права народа, от жаждущих власти неучей, дурящих народ, кто хлопочет только за свои интересы». Громкий резонанс получило рассмотренное в суде дело о клевете, в котором обвиняемым проходил профессор Баллод за публикацию «0 национальной экономической политике» в латышской газете «Латвийский Вестник» № 236 от 16 окт. 1924 г., где автор обвинял бывшего министра внутренних дел А. Берга в содействии домовладельцу Я. Клейну. Не согласившись с мнением юрисконсультов министерства внутренних дел и торговли и промышленности, Берг добился того, что дело было передано межведомственной комиссии, которая вынесла благоприятное для Клейна решение, согласно которому проданные во время войны в Риге дома отходят обратно первоначальному собственнику, если покупатель не уплатил всей суммы по сделке. Таким образом, были аннулированы почти все сделки по продаже домов в период войны, но «тысячи латышских домовладельцев, продавших во время войны свои дома евреям, не получили их обратно». Баллод не смог в суде доказать истинность своих обвинений и был приговорён к аресту на один день.
В 1925 году вместе с отставным полковником Озолсом основал политическую партию «Союз труда Латвии» (Latvijas Darba savienība), председателем которой был до своей смерти.
В 1928 году он издал книгу «Латвийское хозяйство при способном и недееспособном правительстве», в которой проанализировал налоговую политику и высказал советы по развитию народного хозяйства.
Он основал журнал «Экономист», не получивший признания латышского читателя из-за низкого уровня экономических знаний.
Баллод избирался депутатом Третьего Сейма Латвии (1928—1931), по одним данным от Демократического союза, по другим от Союза труда. Служил советником министра финансов.
Был приглашён в качестве почётного гостя, как один из 120 мировых известных учёных, на 200-летний юбилей АН СССР.
Карл Баллод скоропостижно скончался 13 января 1931 года, что дало его сестре Хермине основание предполагать, что он был отравлен. Она даже добилась эксгумации тела через полгода после захоронения, однако экспертиза не выявила наличия яда.

## Работы
Баллоду принадлежит более 60 научных трудов, преимущественно написанных на немецком языке.
С 1894 года Баллод выступал в жанре публицистики, публикуя статьи на социал-демократические темы. Его работы основывались на точных расчётах, для чего он серьёзно изучал статистику.
Проводил исследования, где пытался численно оценить возможности реализации государственного капитализма, или, в другой интерпретации, социализма ещё в конце XIX века. В своем главном труде «Государство будущего, производство и потребление в социалистическом государстве» (1898) доказывает, что социализм — не утопия и что осуществление его возможно даже при современном уровне производительных сил. При этом социализм явился бы более экономной и эффективной системой, чем капитализм. Предполагал, что к социализму можно прийти не революционным, а мирным путём. «При надлежащей организации производства, под условием использования всех возможных на данный момент технических усовершенствований, уровень благосостояния народа вырастет, доход рабочего может быть увеличен до трёх раз, а рабочее время сокращено в два раза», — утверждал Баллод.
В работах по экономике Латвии критиковал капитализм. Предсказывал нефтяной кризис, загрязнение, упадок общественного транспорта; настаивал на устойчивом развитии и пятилетних планах развития экономики. С его работами были знакомы Ленин и Сталин, идеи Баллода в значительной мере послужили основой создания плановой экономики в СССР. Он также считал необходимым социалистическое соревнование (ein Wetteifer in Mehrleisten) в промышленности. Ведущая роль в росте производительности труда должна принадлежать рабочим комитетам.

### Государство будущего
Главный труд Баллода вышел на немецком языке четыре раза: в 1898, 1919, 1920 и 1927 годах, первое издание под псевдонимом, последнее под авторским именем, два промежуточных под авторским именем и псевдонимом. На русском языке книга была опубликована в 1906 году в Санкт-Петербурге под редакцией М. Бернацкого. В 1920 году её переработанное издание вышло в Москве и в Харькове.
«Настоящий труд ставит себе задачу исследовать социальный строй с точки зрения целесообразности, установить, допускает ли современное развитие техники и науки, примененное к совокупному народному хозяйству, в соединении с естественными факторами, такое значительное расширение производства, которое обеспечило бы нации всеобщее благосостояние. Ведь, собственно говоря, ядро и сущность социального вопроса заключается в создании лучших условий существования для народа, в значительном улучшении его положения», — так Баллод сформулировал цель своей главной работы.
Модель экономики будущего Баллод выстраивал на примере Германии, исходя из оценки её естественных производительных сил. Он начал экономическое моделирование с электрификации и реорганизации структуры сельского хозяйства, считая, что каждая из электростанций сможет обслуживать по 10 крупных сельхозпредприятий по 200 гектаров. При росте урожайности за счёт централизованных «обработки почвы, удобрения, мелиорации» можно уменьшить количество засеиваемых земель и число работников сельского хозяйства, высвободив их для промышленности. Рациональная механизация сельского хозяйства достигается основанием специализированных фабрик, производящих один тип машин, которые путём развитого разделения труда могли бы стоить «в три и даже четыре раза меньше, чем в настоящее время». Путем скрупулёзных расчетов Баллод доказал, что такая модель организации сельского хозяйства позволяет увеличить производство втрое и сократить количество работников на селе на 60 %.
Вслед за сельским хозяйством Баллод обратился к исследованию эффектов централизации, электрификации и внедрения современных технологий для машиностроения, металлургии, горнорудного дела, химической и деревообрабатывающей промышленности, железнодорожных перевозок, мукомольного производства. Его объемные и тщательные экономические расчеты доказывают, что в организованной экономике доход трудящихся обоснованно может быть увеличен до трех раз.
Ключевые факторы эффективной организации экономики, по Баллоду:
1. «Централизованная организация экономики» как единого целого при использовании имеющихся естественных производительных сил по плану позволяет сбалансировать спрос и предложение, существенно сэкономить национальные ресурсы, избежать параллелизма, получить рост экономики за счёт высокой концентрации и большого эффекта масштаба.
2. «Электрификация народного хозяйства» создает базу для развития всех отраслей.
3. «Внедрение достижений науки и техники» как условие развития экономики и обеспечения её передового технологического уровня. Баллод выступал за высокую оплату умственного труда, чтобы обеспечить обновление производства, рост творческого потенциала страны. Он также подробно обсуждал проблему отбора одарённых детей[5].
4. Предпринимательская инициатива в «производстве предметов роскоши, мебели, постройке частных жилищ, садоводстве и огородничестве, домоводстве». Возможность в необходимых случаях выкупа собственности государством по справедливой рыночной стоимости с дополнительной премией собственнику за вынужденный характер отчуждения.
5. Ставка на крупные хозяйства в аграрном производстве: «мыслимо ли, чтобы пять миллионов мелких хозяев, обыкновенно не обладающих ни капиталами, ни знанием, между которыми нередко встречаются лица ленивые и небрежные, могли достичь значительного увеличения урожаев с такой же быстротой, как сто тысяч крупных государственных предприятий, снабженных всеми новейшими усовершенствованиями и находящихся под планомерным руководством научно образованных агрономов?». При этом наряду с созданием крупных государственных аграрных предприятий «каждой семье должен быть предоставлен по её требованию от государства участок земли приблизительно от ¼ до ½ гектара в наследственное владение, для устройства дома и сада».

Баллод в своей работе затрагивает и ценностные основы государства будущего: традиционный институт брака, уважительное отношение к религиям (христианство он называет «в высшей степени социалистичным»), возможна монархия.

### Книги
- Докторская диссертация —  Der Staat Santa Catharina in Südbrasilien
- Баллод К. Грядущие экономические вопросы России. — СПб., 1906. — 48 с.
- «Смертность, возрастной состав и долговечность православного народонаселения обоего пола в России за 1851—1890 гг.» (1897, в соавторстве с Л. Бессером)[17].
- «Взгляд в государство будущего. Производство и потребление в социальном государстве» (Ein Blick in den Zukunftsstaat. Produktion und Konsum im Sozialstatt, под псевдонимом Atlanticus, Stuttgart, 1898[8][18]), второе издание как «Государство будущего» («Der Zukunftsstaat. Produktion und Konsum im Sozialstatt», Stuttgart, 1919[19])
  - Карл Баллод (Атлантикус) Государство будущего / Пер. со 2-го соверш. перераб. изд. А. и М. Рубиных. Предисл.: Ю. Мархлевский (Карский) Послесл.: Н. Мещеряков. — М.: Всерос. центр. союз потреб. о-в, 1920. — 178 с.
- «Введение в народное хозяйство» («Ievads tautsaimniecībā») (1920), «Экономическая политика» («Ekonomiskā politika)»(1923)[20]
- «Латвийское хозяйство при правительстве способном и неспособном» («Latvijas saimniecība pie spējīgas un pie nespējīgas valdības»)[21]
- «Палестина как территория для еврейского поселения», «Der Bankerott der freien Wirtschaft», «Quel maximum de population notre terre est-elle en etat d’alimenter», «Garden Cities or Agricultural Cities?», «La Latvie»[12]
- «Основы статистики» (Grundriss der Statistik, 1913); «Советская Россия» (Sowjet-Russland, 1920)[22]

## Оценки
«Эрудиция и научная добросовестность Баллода стоят вне всякого сомнения, а сама книга „Государство будущего“ представляет собою … статистически-экономический трактат, составленный по всем правилам академической дисциплины». М. Бернацкий, редактор первого издания книги на русском языке (1906 год), будущий министр финансов. 
В декабре 1920 года в советской России был утверждён государственный план электрификации страны — ГОЭЛРО, в котором имелся целый раздел «Германский проект профессора К. Баллода», о котором сказано: «Для Германии мы имеем весьма любопытную попытку создания единого государственного плана её обобществленного хозяйства… Опираясь на богатые достижения немецкой техники и превосходную производственную статистику, Германия … через 3-4 года спокойной созидательной работы превращается в счастливую страну всеобщего довольства и благополучия».
В статье «К десятилетию ГОЭЛРО» (декабрь 1930 года) председатель Комиссии ГОЭЛРО и первый глава Госплана Г. М. Кржижановский указал: «Опыт прошлого должен был быть основательно изучен, и недаром основные сотрудники ГОЭЛРО должны были знать работу Атлантикуса — „Государство будущего“ …Мы взяли из богатого технико-экономического арсенала Баллода всё, что могли и должны были взять».
Баллод выступал за усиление роли государства в экономике, и частично его идеи начали реализовываться в Латвии после государственного переворота и прихода к власти авторитарного диктатора К.Улманиса, хотя он вряд ли поддержал бы размножение различных государственных фондов и институций, если бы был жив. Он просто считал, что плановое хозяйство может быть более эффективным, чем нерегулируемое рыночное.

## Память
Академия наук Латвии в честь Балодиса вручает награду в области экономических наук.